# Алан Макдіармід
Алан Грехем Макдіармід (англ. Alan Graham MacDiarmid; нар.14 квітня 1927, Мастертон, Нова Зеландія — пом.7 лютого 2007, Філадельфія, США) — американський фізикохімік, лауреат Нобелівської премії з хімії (2000, спільно з А. Хігер і Х. Сіракава).
Закінчив Університетський коледж Вікторії в Веллінгтону (1951) і університет Вісконсіна в Медісоні (доктор філософії, 1953) і в Кембріджському університеті (доктор філософії, 1955). Працював в Сент-Ендрюського університеті в Шотландії, з 1956 в Пенсільванському університеті (з 1964 професор).
Найважливіші наукові праці присвячені фізичній хімії полімерів. Спільно з А. Хігер і Х. Сіракава розробив методи отримання органічних полімерних матеріалів, електропровідність яких порівнянна з електропровідністю металів.
На честь А. Макдіарміда названо Інститут передових матеріалів та нанотехнології (''MacDiarmid Institute for Advanced Materials and Nanotechnology'') університету Вікторії.